# 2К6 Луна
2К6 Луна je (руски. 2К6 Луна, српски: месец) је совјетска тактичка балистичка ракета. Користи невођене ракете са погоном на течно гориво, са које се током лета стабилизују путем ротације. У руској војсци према ГРАУ индексу означава се као "2К6". Према НАТО класификацији носи ознаке FROG-3 ( када носи ракету 3Р9)и FROG-5 (када носи ракету 3Р10) . Она је 1965. године замењена далеко успешнијим моделом 9К52 Луна-М, која је на западу познатија под ознаком FROG-7.

## Историја развоја
Систем Луна развијен је у Московски институт топлотне технике 1953. године под руководством Н. П. Мазурова. Луна је дизајнирана по узору на раније моделе 2К1 Марс и 2К4 Филин. Док је Московски институт за топлотнр технологије био задужен за израду ракета, пројектовање и израда лансерних и возила за транспорт и пуњење ракетама био је поверен Централном научно истраживачком институту. Првобитни назив система био је С-125А "Пион".Током 1957. Године прототипи лансирног возила (СПУ С-123А на Об'јект 160 шасији) и возило за пуњење (ТЗМ С-124А он Об'јект 161 шасији) и ракета 3Р5 били су спремни за испитивања. Извезени су ради пробе на ракетни погон Капустин Јар и Трансбајкалки војни дистрикт. Као резултат испитивања, одлучено је је да се одустане од ТЗМ-а, и да се побољша дизајн на лансирном возилу СПУ. То је довело до развоја ракета 3Р9 и 3Р10. Одлука да се крене са серијском производњом донета је 29. децембра 1959. године. Првих 5 система било је готово у јануару 1960. године, након чега су изведена испитивања од стране државних органа, после чега је овај систем март исте године и уврштен у наоружање совјетске војске. Систем Луна ушао је у наоружање совјетске војске 1960. године и налазио се у употреби све до 1982. године. Од 1960. До 1964. Године укупно је произведено 432 система у варијанти СПУ 2П16. Само у првој години, произведено је 80 лансирних возила и 365 ракета.

## Карактеристике система
Лансирни комплекс се састоји од
- лансирног возила СПУ 2П16 (Об'јект 160) базирано на модификованој шасији совјетског тенка ПТ-76Б опремљено са повратним ваљцима и лансирним шинама, механизмом за подизање, стабилизаторима и прикључком за генератор. Тежина са пројектилом износила је 18t.
- Ракета 3Р9 са конвенционалном високоексплозивном бојевом главом 3Н15 домета од 12. До 44,6 km
- Ракета 3Р10 са 400kg тешком нуклеарном бојевом главом 3Н14 са дометом од 10. До 32,1 km.
- Транспортера ракета 2У663 базираног на шасији возила ЗиЛ-157В са две ракете.
- Возила 2У662 за транспорт и складиштење нуклеарних бојевих глава.
- Покретни кран АДК К52(на возилу МАЗ-502), АДК К61(на МАЗ-200) или 9Т31 (на Урал-375).
- Комплет опреме за одржавање ПРТБ-1, 2У659 етц.
- Командно и контролно возило ПУ2 и
- Тренинг опрема са тренажним ракетама ПВ-65 или 3Р11 са тренажним бојевим главама 3Н16.

Било је разрађено неколико варианти лансирних возила као што су 2П21 а.к.а. Бр-226-II на ЗиЛ-134 8x8 камиону, али никада нису ступила у службу.
Ознака FROG-6 је, према западним изворимаи НАТО кодификацији користи за означавање камиона заснованог на тренажном систему ПВ-65. Руски извори, међутим тврде овај систем прототип лансирног возила Бр-226-I које се налази на шасији камиона КрАЗ-214.

## Историја оперативне употребе
Луна је ушла у оперативну употребу совјетске војске 1960. године и налазила се у употреби све до 1982. године. Свака Моторизовано стрељачка и Тенковска дивизија су у свом саставу имале један батаљон са две батерије, а савака ја имала по два 2П16с. Током Кубанске кризе 12 комплекса 2К6 Луна било је размештено на куби.

## Корисници

### Тренутни корисници
- Северна Кореја- 24 самоходна пуњача возила, за Луна-М систем.[4]

### Бивши корисници
- Куба-65 2П16.[5]
- Источна Немачка- 13 2P16 од 1962. до 1977. године.[6]
- Мађарска од 1962. године.
- Пољска[3]
- Румунија[3]
- СССР-200 2П16.[3]